# (194) Prokne
(194) Prokne ist ein Asteroid des mittleren Hauptgürtels, der am 21. März 1879 vom deutsch-US-amerikanischen Astronomen Christian Heinrich Friedrich Peters am Litchfield Observatory in New York bei einer Helligkeit von 11 mag entdeckt wurde.
Der Asteroid wurde benannt nach Prokne, der Tochter von Pandion, König von Athen, und Frau von Tereus, König von Thrakien. Sie schickte ihren Mann nach Athen, um ihre Schwester Philomela, mit der sie eng verbunden war, nach Thrakien zu holen. Tereus verliebte sich in Philomela und sie wurde in ein Schloss gebracht und ihre Zunge wurde entfernt; als er zurückmeldete, behauptete Tereus, sie sei gestorben. Als die Schande bekannt wurde, servierte Prokne ihrem Mann ihren Sohn Itys bei einem Fest. Als er dieses bemerkte, zog er sein Schwert, wurde aber in einen Wiedehopf verwandelt; Philomela, die ebenfalls anwesend war, in eine Nachtigall und Prokne in eine Schwalbe. Der Entdecker gab 1880 an: „Prokne, found on the day of the vernal equinox, was suggested by the swallow coming with spring; in May followed Philomela, the nightingale (Prokne, gefunden am Tag der Frühlingstagundnachtgleiche, wurde durch die Schwalbe, die mit dem Frühling kommt, angeregt; im Mai folgte Philomela, die Nachtigall).“

## Wissenschaftliche Auswertung
Aus Daten radiometrischer Beobachtungen in Infraroten am Kitt-Peak-Nationalobservatorium in Arizona vom März 1976 wurden für (194) Prokne erstmals Werte für den Durchmesser und die Albedo von 191 km und 0,03 bestimmt. Der Asteroid war auch vom 30. Juli bis 3. August 1990 am Goldstone Deep Space Communications Complex bei 8,495 GHz radarastronomisch untersucht worden, dabei wurde ein effektiver Durchmesser von 169 ± 20 km festgestellt. Aus Ergebnissen der IRAS Minor Planet Survey (IMPS) wurden 1992 Angaben zu Durchmesser und Albedo für zahlreiche Asteroiden abgeleitet, darunter auch (194) Prokne, für die damals Werte von 168,4 km bzw. 0,05 erhalten wurden. Bei hochaufgelösten Aufnahmen mit dem Adaptive Optics (AO)-System am Teleskop II des Keck-Observatoriums auf Hawaiʻi im Infraroten vom 7. Dezember 2003 konnte für den Asteroiden ein mittlerer Durchmesser von 151 km und das Achsenverhältnis eines zweiachsigen Ellipsoids bestimmt werden. Eine Auswertung von Beobachtungen durch das Projekt NEOWISE im nahen Infrarot führte 2011 zu vorläufigen Werten für den Durchmesser und die Albedo im sichtbaren Bereich von 169,0 km bzw. 0,05. Nach neuen Messungen wurden die Werte 2014 auf 161,7 km bzw. 0,06 geändert. Nach der Reaktivierung von NEOWISE im Jahr 2013 und Registrierung neuer Daten wurden die Werte 2015 zunächst mit 181,3 km bzw. 0,04 angegeben und dann 2016 erneut korrigiert zu 159,9 km bzw. 0,04.
Eine spektroskopische Untersuchung von 820 Asteroiden zwischen November 1996 und September 2001 am La-Silla-Observatorium in Chile ergab für (194) Prokne eine taxonomische Klassifizierung als Caa- bzw. Ch-Typ.
Um die bisher unbekannte Rotationsperiode zu bestimmen, wurde (194) Prokne vom 13. bis 18. Juni 1977 am Osservatorio Astronomico di Torino in Italien photometrisch beobachtet. Obwohl durch schlechtes Wetter keine lückenlose Lichtkurve gewonnen werden konnte, ließ sich eine Rotationsperiode von 15,67 h bestimmen. Weitere photometrische Messungen erfolgten in drei Kampagnen am Organ Mesa Observatory in New Mexico. Vom 30. Januar bis 19. März 2010 konnte eine Lichtkurve aufgezeichnet werden, aus der am wahrscheinlichsten eine Rotationsperiode von 15,677 h abgeleitet wurde. Die nächste Beobachtung erfolgte dort vom 20. Mai bis 5. Juli 2011. Daraus wurde eine Periode von 15,679 h bestimmt, während eine dritte Messung vom 15. bis 28. Mai 2019 einen Wert von 15,683 h lieferte.
Aus archivierten Daten des Asteroid Terrestrial-impact Last Alert System (ATLAS) aus dem Zeitraum 2015 bis 2018 konnte in einer Untersuchung von 2022 mit der Methode der konvexen Inversion eine Rotationsperiode von 15,674 h berechnet werden.
Abschätzungen von Masse und Dichte ergaben in einer Untersuchung von 2012 eine Masse von etwa 2,68·1018 kg und mit einem angenommenen Durchmesser von etwa 170 km eine Dichte von 1,03 g/cm³ bei einer Porosität von 53 %. Die Werte besitzen eine Unsicherheit von ±11 %.

## Prokne-Familie
(194) Prokne ist namensgebendes und größtes Mitglied einer Asteroidenfamilie mit ähnlichen Bahneigenschaften, wie eine Große Halbachse von 2,52–2,69 AE, eine Exzentrizität von 0,15–0,20 und eine Bahnneigung von 17,0°–18,4°. Der Prokne-Familie wurden im Jahr 2019 etwa 379 Mitglieder zugerechnet, das Alter der Familie wurde auf 1,45 ± 0,35 Mrd. Jahre geschätzt.